# Preusseri

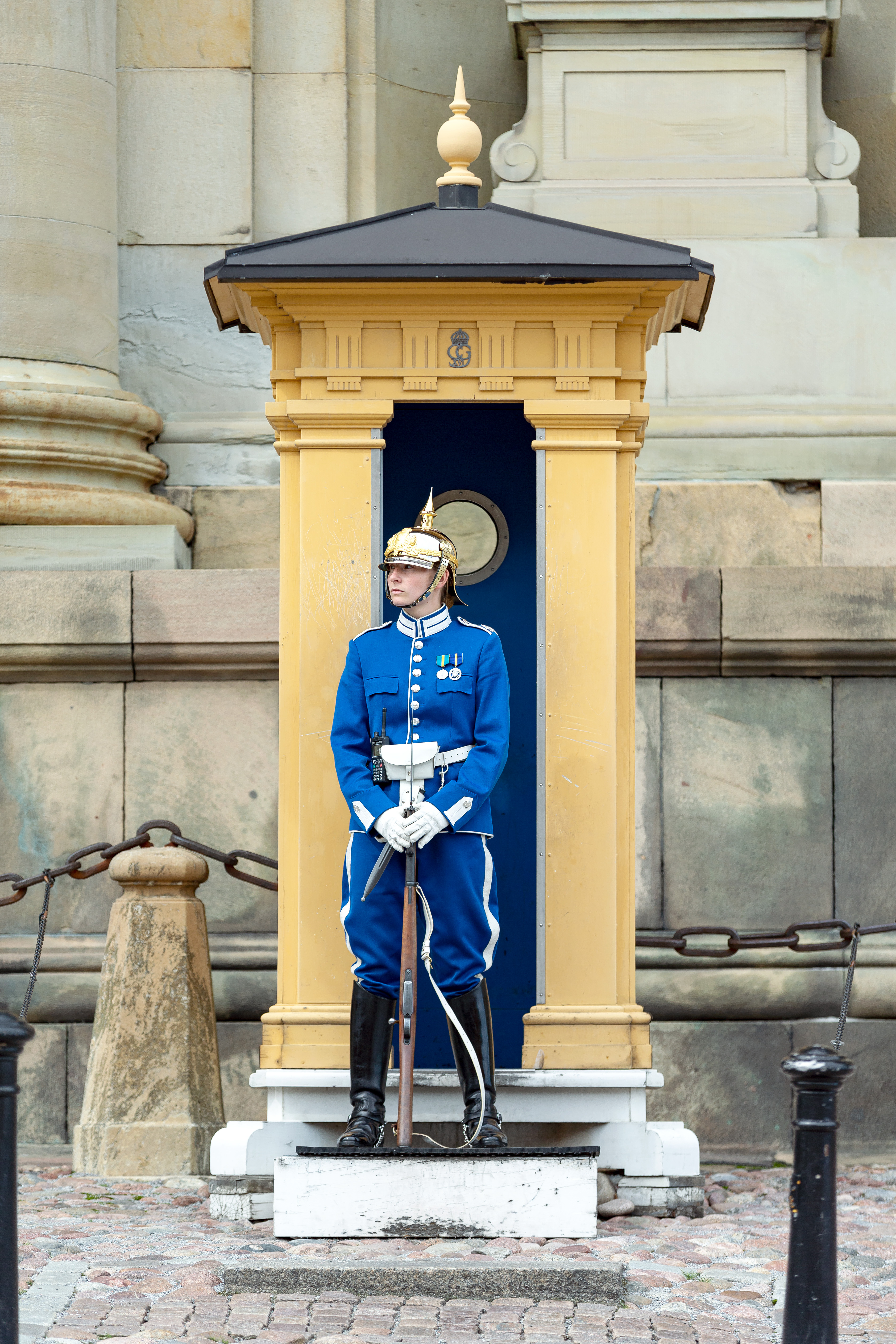
Svensk Livgardist i preussisk inspirerad uniform med pickelhuva

Preusseri är en något pejorativ term, som har betydelsen "hård militär drill". Ordet alluderar på den järnhårda disciplin som förekom i den preussiska armén på 1800-talet. De enskilda soldaterna fostrades att aldrig ifrågasätta given order och hotades med piskstraff och gatlopp för minsta förseelse. 